# アメリカン・アウトロー
『アメリカン・アウトロー』（American Outlaws）は、2001年のアメリカ映画である。

## キャスト
※括弧内はソフト版日本語吹替（Netflixではソフト版とは異なる吹替版が配信されている）。
- ジェシー・ジェームズ - コリン・ファレル（森川智之）
- コール・ヤンガー - スコット・カーン（伊藤健太郎）
- ジー・ミムズ - アリ・ラーター（本田貴子）
- フランク・ジェームズ - ガブリエル・マクト（楠大典）
- ジム・ヤンガー - グレゴリー・スミス（石田彰）
- サデュウス・レインズ - ハリス・ユーリン（藤本譲）
- ジェームズ兄弟の母 - キャシー・ベイツ（火野カチコ）
- アラン・ピンカートン - ティモシー・ダルトン（石塚運昇）
- ボブ・ヤンガー - ウィル・マコーマック（檜山修之）
- ドク・ミムズ - ロニー・コックス（幹本雄之）
- ローリン・パーカー - テリー・オクィン
- コマンチ・トム - ナサニエル・アルカン（新垣樽助）
- クレル・ミラー - タイ・オニール
- ロニー・パックウッド - ジョー・スティーヴンス
- マルコム警部 - バリー・タブ
- バーリー刑事 - ミューズ・ワトソン

## 評価
BBCのジェイミー・ラッセルは5つ星満点中2つ星をつけた。『Slant Magazine』のエド・ゴンザレスは4つ星満点中2.5つ星をつけた。